# Tucanoichthys tucano
Tucanoichthys tucano es una especie de peces de la familia Characidae en el orden de los Characiformes.

## Morfología
Los machos pueden llegar alcanzar los 1,7 cm de longitud
total.

## Hábitat
Vive en zonas de clima tropical.

## Distribución geográfica
Se encuentran en Sudamérica: río Uaupés en la  cuenca del río Negro.